# قوم (قاخ)

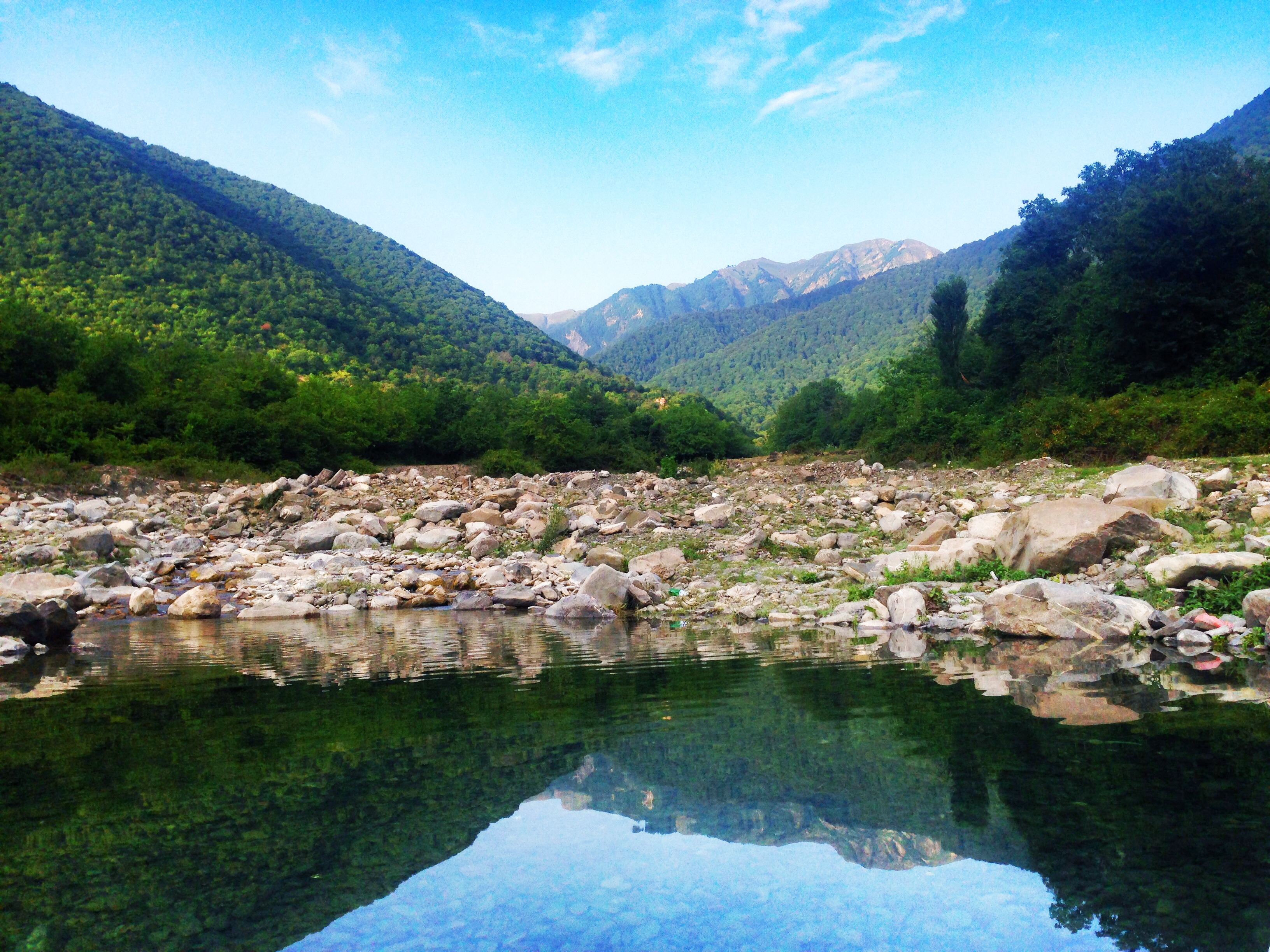
منطقه مسکونی در جمهوری آذربایجان

قوم (به لاتین: Qum) یک منطقه مسکونی در جمهوری آذربایجان است که در شهرستان قاخ واقع شده است. قوم ۱۹۵۴ نفر جمعیت دارد.